# 高朋大道站
高朋大道站位于中华人民共和国四川省成都市武侯区中环路科园大道段，是成都地铁7号线和8号线的换乘车站，7号线于2017年12月6日启用，8号线于2020年12月18日启用，因临近高朋大道而得名。在7号线、8号线建设期间，本站曾使用工程名“神仙树西站”。本站土建部分的施工方为中铁五局集团成都工程有限责任公司。

## 车站结构
7号线高朋大道站为地下二层双柱三跨结构13米宽岛式站台车站，全长518米，基坑平均埋深18米，建筑面积25101平方米。
|                   |  | 7号线外环（武侯大道） |
| 島式 · 開左邊车门 |  |                       |
|                   |  | 7号线外环（太平园）   |

|                                  |  | 8号线往桂龙路（九兴大道） |
| 島式 · 開左邊车门 · 无障碍卫生间 |  |                           |
|                                  |  | 8号线往龙港（殷家林）     |

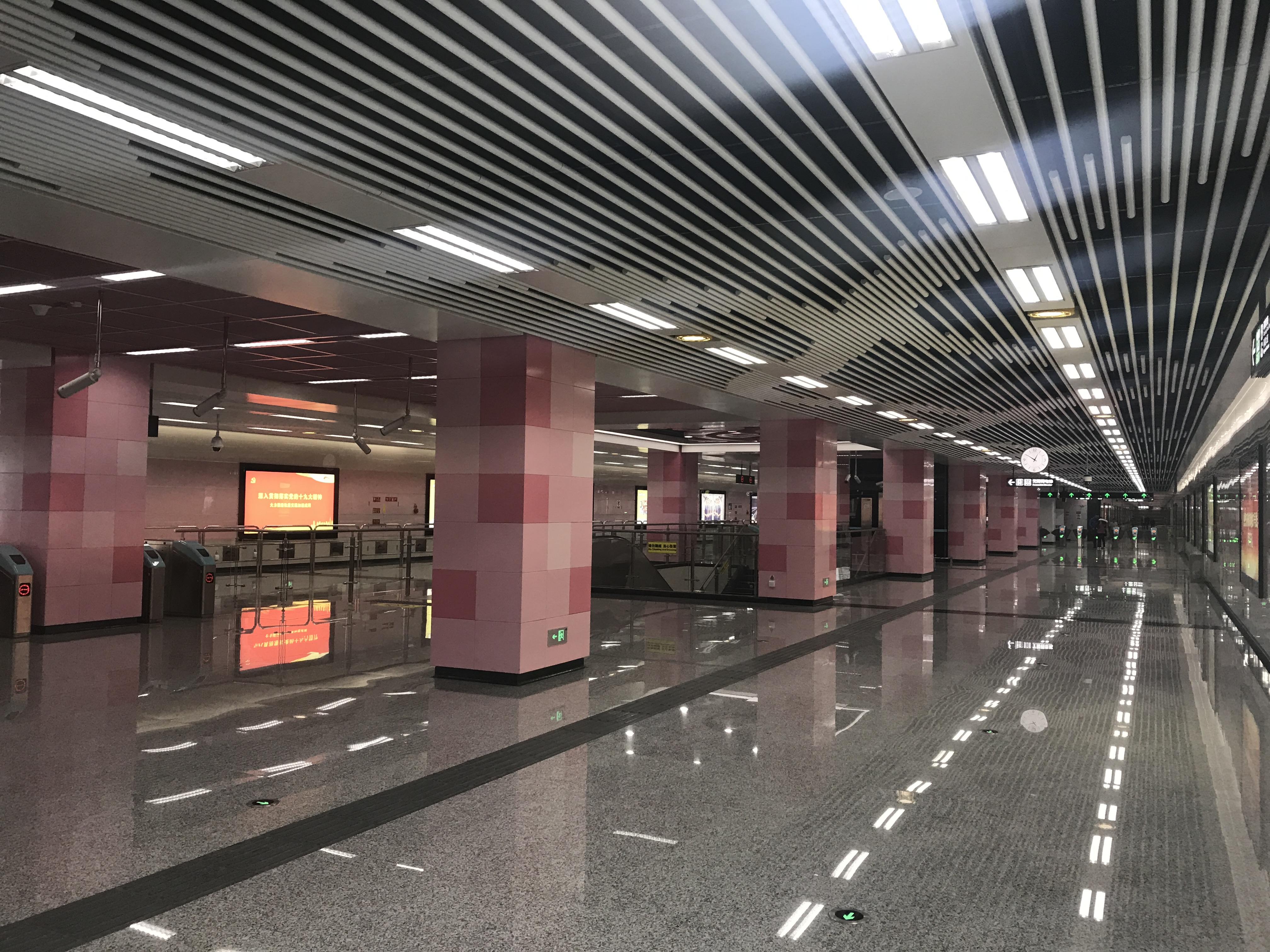
7号线站厅层
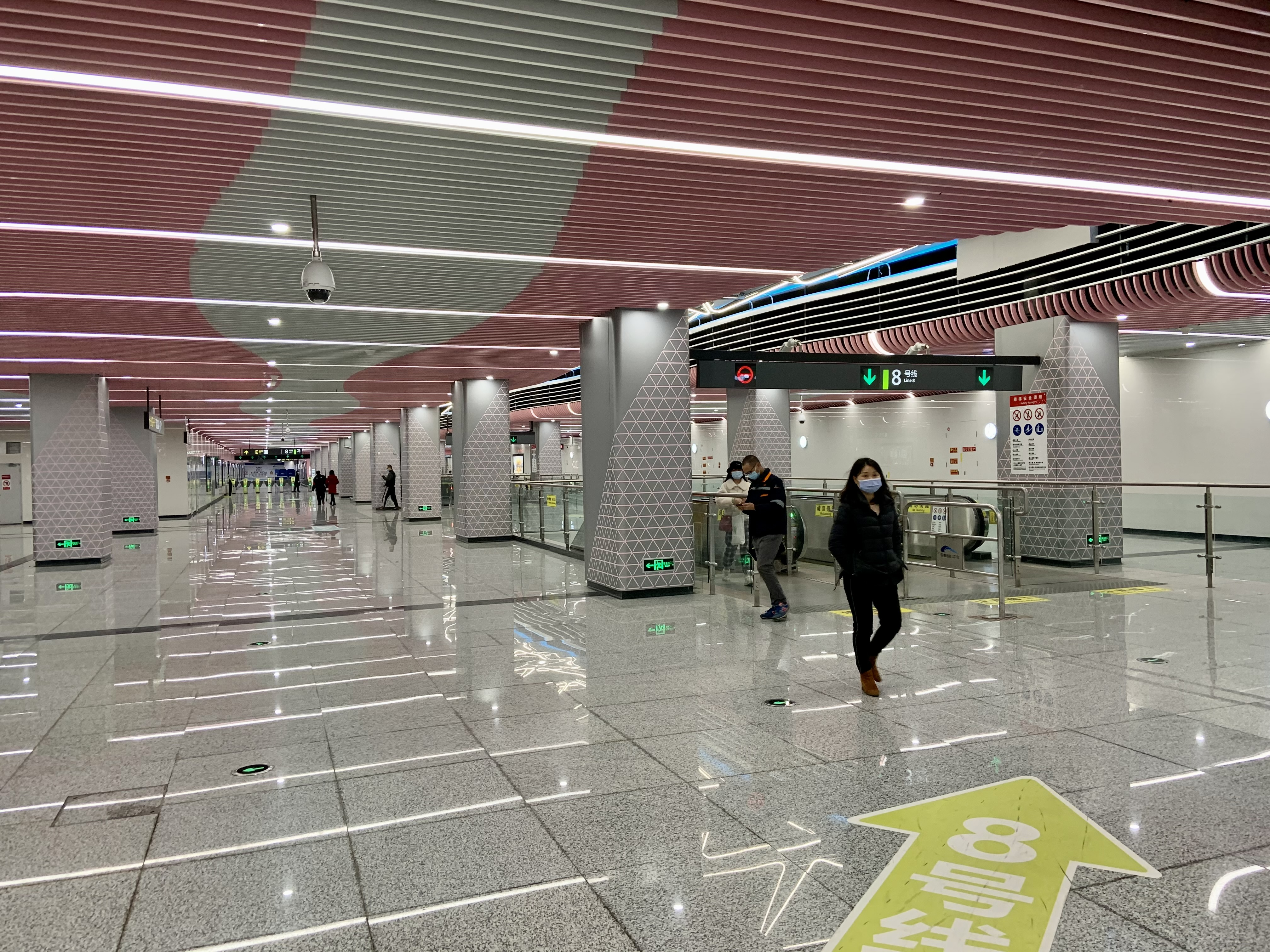
8号线站厅层
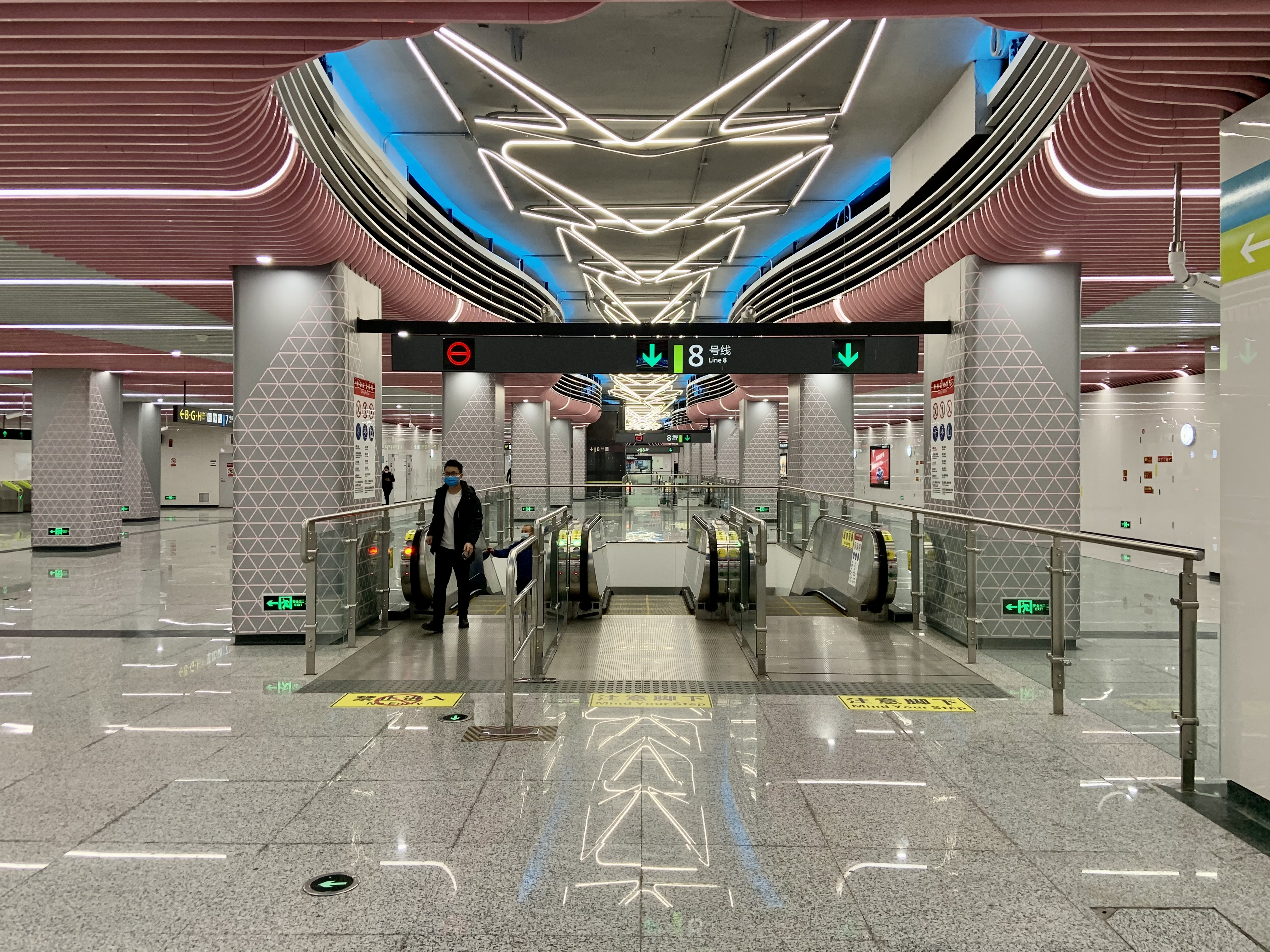
8号线站厅层
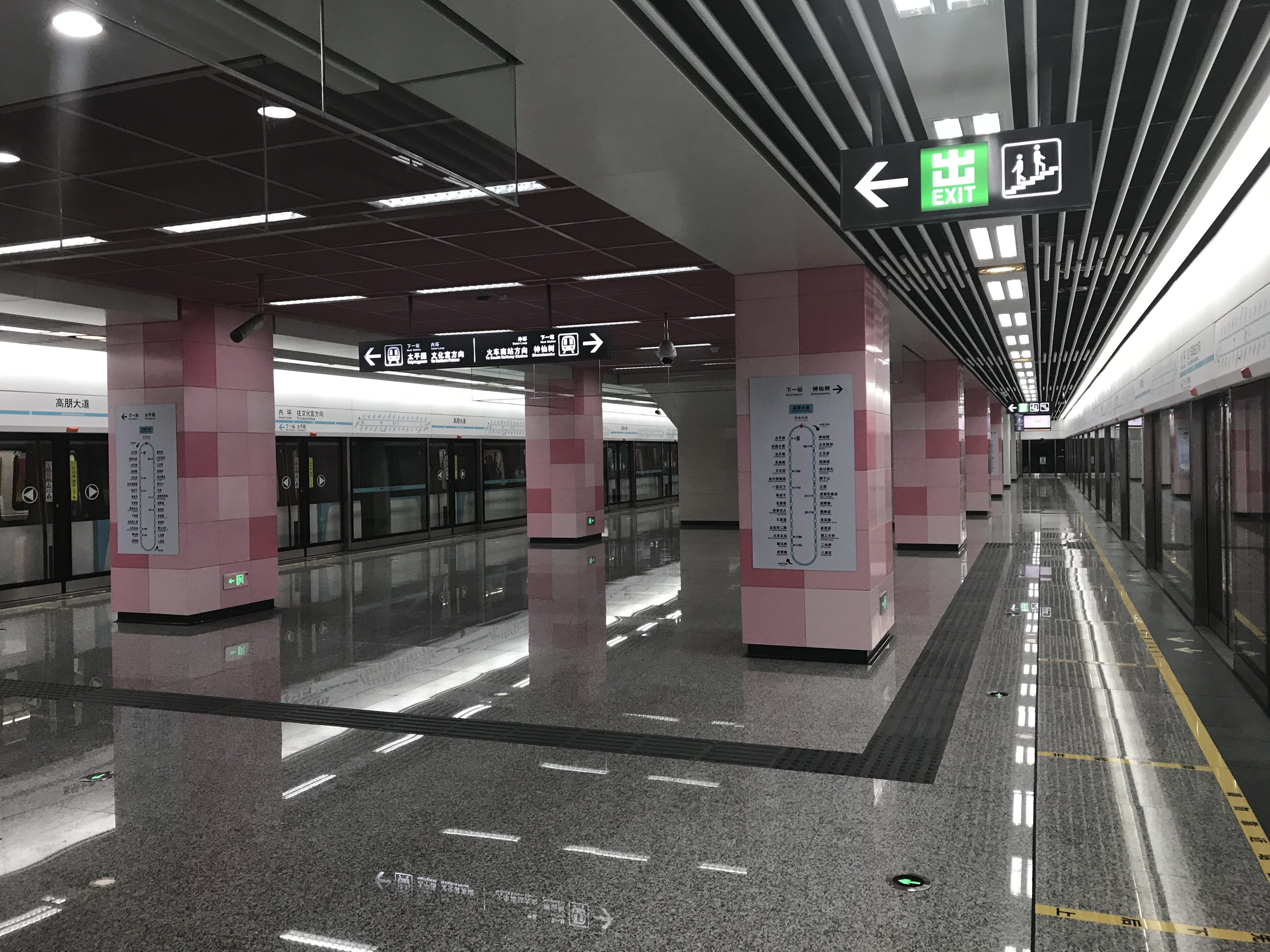
7号线站台层
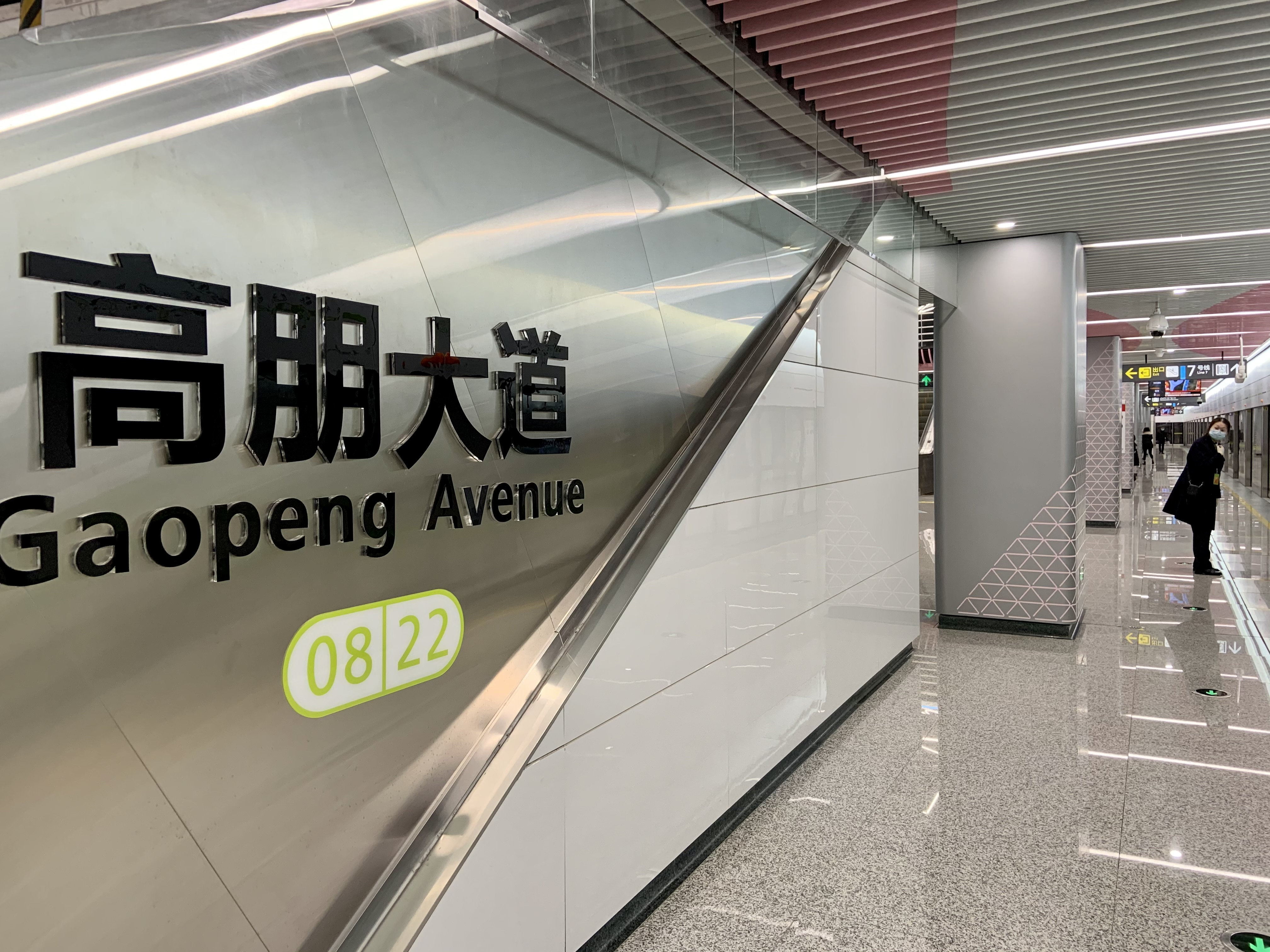
8号线站台层
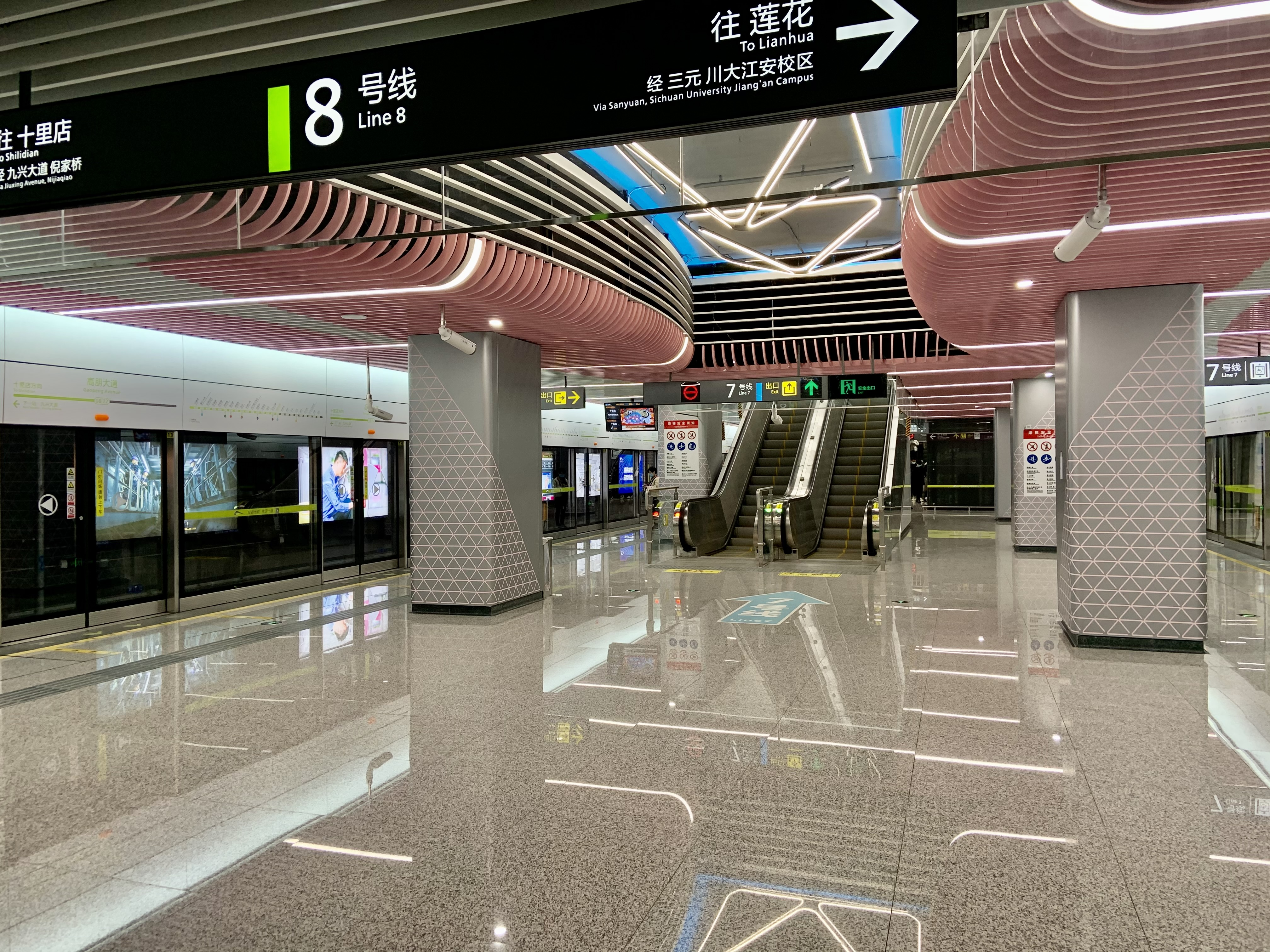
8号线站台层
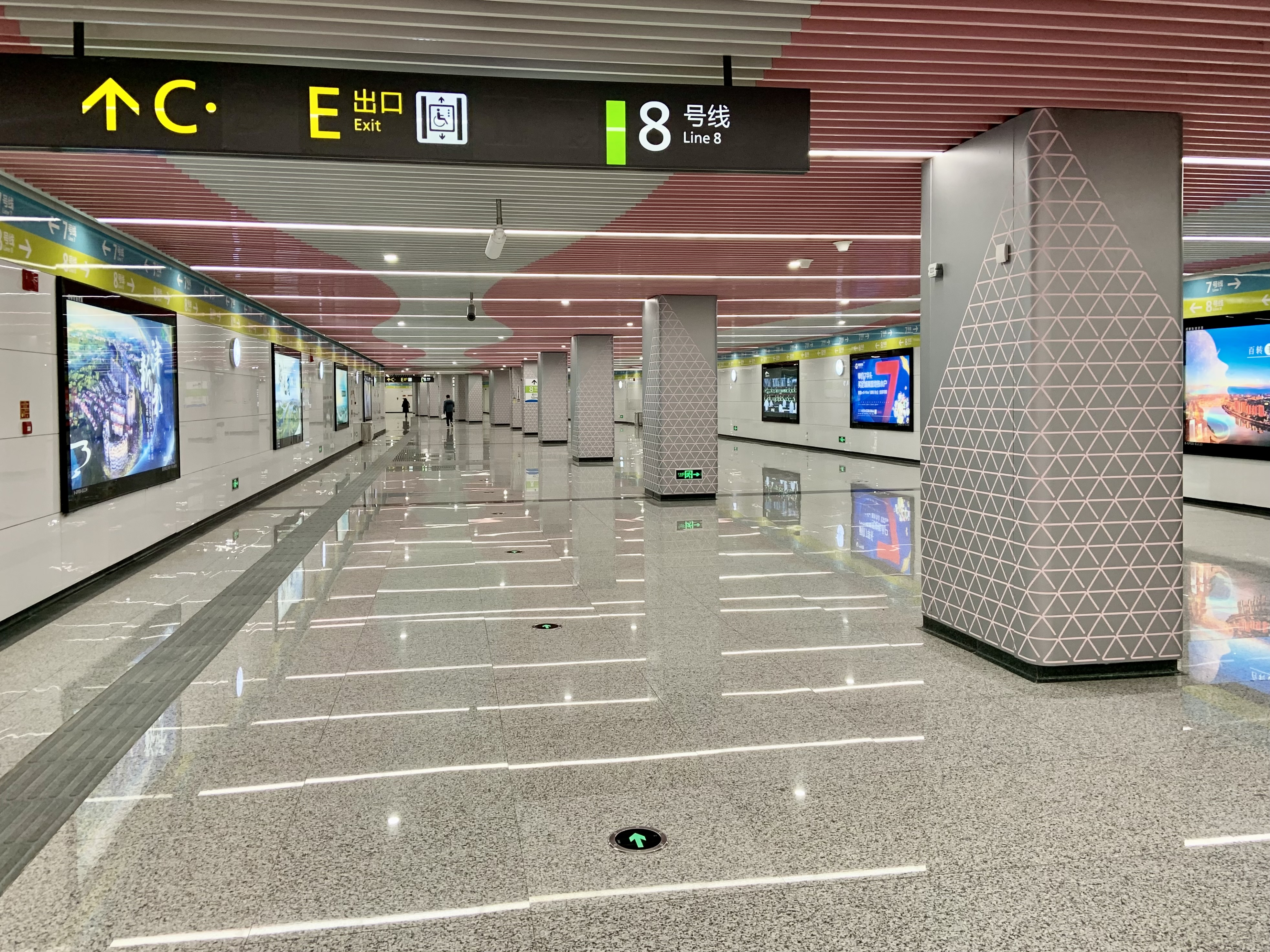
换乘通道

## 出入口
本站目前开放6个出入口。
|                |              |                                                  |      |
|                |              |                                                  |      |
| 编号           | 设施         | 指示                                             | 照片 |
| 连通 7号线站厅 |              |                                                  |      |
|                |              | 中环路科园大道段、高朋西路、科园四路、长益东三路 |      |
| 出口 · G       | 无障碍电梯   | 中环路科园大道段、中环路武阳大道段               |      |
| 出口 · H       | 无障碍卫生间 | 中环路科园大道段、高新大道创业路                 |      |
| 连通 8号线站厅 |              |                                                  |      |
| 出口 · C       |              | 高朋大道、中环路科园大道段、科园四路             |      |
| 出口 · D       | 无障碍卫生间 | 高朋大道、科园四路                               |      |
| 出口 · E       | 无障碍电梯   | 高朋大道、科园四路高朋东路、中环路科园大道段     |      |

## 公交换乘
222路；G39路；1027路

## 大事记
- 2015年1月17日，7号线车站主体结构封顶[4]；
- 2016年4月26日，7号线车站主体结构通过验收[6]；
- 2017年3月20日，7号线车站通过工程实体验收[7]；
- 2017年12月6日，7号线车站正式启用[2]。
- 2020年12月18日，8号线部分启用。